# Chimy Ávila
Luis Ezequiel Ávila (Rosario, Santa Fe, Argentina, 6 de febrero de 1994), conocido deportivamente como Chimy, es un futbolista argentino que juega de delantero en el Real Betis Balompié de la Primera División de España.

## Trayectoria

### Comienzos
Se crio en el barrio Empalme Graneros, al noroeste de la ciudad de Rosario, en un entorno marcado por la delincuencia y el consumo de drogas. Tras la separación de sus padres durante su infancia, fue su madre quien asumió la crianza de los nueve hijos del matrimonio. En medio de estas circunstancias adversas, encontró en el fútbol una vía de escape y desarrollo personal. Durante su etapa formativa, pasó por las divisiones juveniles de Boca Juniors, Tiro Federal y el Espanyol de Barcelona.

### C. A. Tiro Federal: Debut, retirada temprana y regreso al fútbol
Aunque había formado parte de las categorías inferiores de Boca Juniors, debutó profesionalmente con Tiro Federal, a los dieciséis años, en la Primera B Nacional un 11 de diciembre de 2010 durante la victoria 4-1 sobre Ferro Carril Oeste, de la mano del director técnico Andrés Rebottaro. Antes de su debut, ese mismo año, había viajado a España para una prueba en el Espanyol de Barcelona, donde dirigía por aquel entonces el exdefensor Mauricio Pochettino. Allí sumó seis meses de experiencia en el Espanyol entre enero y junio de 2010, tras los cuales volvió a Argentina debido a su juventud. Permaneció en Tiro Federal hasta 2013, después de haber superado los 50 partidos y anotar 7 goles en su primera etapa profesional. A poco de haber cumplido diecinueve años, a finales de febrero de ese mismo año, fue apartado del equipo tras ser detenido, acusado de robo por su propio club, en una causa de la cual fue absuelto y declarado inocente años después. Este episodio tiene consecuencias fatales no solo en su vida sino también en su carrera deportiva: abandonó el fútbol y se vio obligado a cartonear hasta que encontró trabajo como albañil en una demoledora. En esos momentos, a pesar de estar apartado del fútbol, la obra social del sindicato de Futbolistas Argentinos Agremiados siguió ayudándolo económicamente durante un tiempo dada la situación que padecía, a la cual se sumó la grave enfermedad que padeció su hija Eluney nada más nacer. La recuperación de su hija y la ayuda, en especial, de su amigo y representante Ariel Galarza lo condujeron a una segunda oportunidad en el fútbol, para la cual comenzó a entrenarse con un preparador físico que compaginaba con su trabajo en la obra. Pronto consiguió una prueba para las categorías inferiores, la reserva de Club Atlético San Lorenzo e inmediatamente después probó suerte en Estados Unidos con el Seattle Sounders. Su paso por la MLS apenas duró tres meses, cuando una grave lesión en la rodilla terminó con la experiencia y lo convenció para volver a Argentina, donde consiguió  definitivamente, después de un largo camino, explotar como futbolista e impulsar su carrera deportiva.

### C. A. San Lorenzo
En febrero de 2015 firmó su vínculo con San Lorenzo por tres temporadas. El juvenil debutó en un amistoso de pretemporada y convirtió uno de los goles en el que el equipo de Edgardo Bauza se impuso por 7 a 2 ante Almagro. Su debut en la máxima de San Lorenzo se produjo el 19 de abril del 2015, en la caída por 1-0 frente a Aldosivi en Mar del Plata, ingresando a los 36 minutos del segundo tiempo. Tres días más tarde debutó por la Copa Libertadores 2015 frente a Danubio de Uruguay, jugando todo el segundo tiempo. Convirtió su primer gol oficial en San Lorenzo el 18 de abril de 2016 en el empate 1 a 1 frente a la Liga de Quito por la fase de grupos de la Copa Libertadores del mismo año a los 35 minutos del segundo tiempo. El 27 de enero de 2017 convirtió un gol en la victoria 1-0 del Ciclón a Estudiantes en Mar del Plata.

### S. D. Huesca
En agosto de 2017 fue cedido a la S. D. Huesca, con la que acabó logrando el ascenso a Primera División. En junio de 2018 el Huesca y el San Lorenzo de Almagro acordaron prolongar la cesión del jugador por una temporada más. El 27 de agosto logró su primer tanto en la Primera División de España en el empate a dos ante el Athletic Club en San Mamés.

### C. A. Osasuna
El 27 de junio de 2019, el Club Atlético Osasuna hizo oficial su fichaje hasta 2023 a cambio de  2,7 millones de euros.
El 15 de marzo de 2022, firma la renovación de su contrato hasta el 30 de junio de 2026.

### Real Betis Balompié
El 1 de febrero de 2024 el Chimy Ávila ficha por el Real Betis Balompié hasta 2026 procedente del Club Atlético Osasuna a cambio de casi 6 millones de euros.

## Selección nacional
No ha debutado a nivel de selecciones todavía, pero en marzo de 2023 declaró que jugaría con España si le llamasen.[cita requerida] Fue incluido en la lista preliminar por el seleccionador español Luis de la Fuente para jugar contra Noruega y Escocia en los primeros partidos de la clasificación para la Eurocopa 2024.

## Estadísticas

### Clubes
Actualizado al último partido disputado el 19 de diciembre de 2024.
| Club                         | Div.          | Temporada     | Liga  | Liga  | Copas nacionales | Copas nacionales | Copas internacionales | Copas internacionales | Total | Total |
| Club                         | Div.          | Temporada     | Part. | Goles | Part.            | Goles            | Part.                 | Goles                 | Part. | Goles |
| ---------------------------- | ------------- | ------------- | ----- | ----- | ---------------- | ---------------- | --------------------- | --------------------- | ----- | ----- |
| C. A. Tiro Federal Argentina | 2.ª           | 2010-11       | 17    | 1     | ―                | ―                | ―                     | ―                     | 17    | 1     |
| C. A. Tiro Federal Argentina | 3.ª           | 2012-13       | 16    | 4     | —                | —                | —                     | —                     | 16    | 4     |
| C. A. Tiro Federal Argentina | 3.ª           | 2013-14       | 6     | 0     | —                | —                | —                     | —                     | 6     | 0     |
| C. A. Tiro Federal Argentina | Total club    | Total club    | 39    | 5     | 0                | 0                | 0                     | 0                     | 39    | 5     |
| C. A. San Lorenzo Argentina  | 1.ª           | 2014-15       | 4     | 0     | 1                | 0                | 1                     | 0                     | 6     | 0     |
| C. A. San Lorenzo Argentina  | 1.ª           | 2015-16       | 1     | 0     | 1                | 0                | 3                     | 1                     | 5     | 1     |
| C. A. San Lorenzo Argentina  | 1.ª           | 2016-17       | 15    | 1     | —                | —                | 4                     | 0                     | 19    | 1     |
| C. A. San Lorenzo Argentina  | Total club    | Total club    | 20    | 1     | 2                | 0                | 8                     | 1                     | 30    | 2     |
| S. D. Huesca · España        | 2.ª           | 2017-18       | 35    | 7     | —                | —                | —                     | —                     | 35    | 7     |
| S. D. Huesca · España        | 1.ª           | 2018-19       | 34    | 10    | 2                | 0                | ―                     | ―                     | 36    | 10    |
| S. D. Huesca · España        | Total club    | Total club    | 69    | 17    | 2                | 0                | 0                     | 0                     | 71    | 17    |
| C. A. Osasuna · España       | 1.ª           | 2019-20       | 20    | 9     | 2                | 2                | ―                     | ―                     | 22    | 11    |
| C. A. Osasuna · España       | 1.ª           | 2020-21       | 8     | 0     | —                | —                | ―                     | ―                     | 8     | 0     |
| C. A. Osasuna · España       | 1.ª           | 2021-22       | 36    | 6     | 2                | 1                | —                     | —                     | 38    | 7     |
| C. A. Osasuna · España       | 1.ª           | 2022-23       | 29    | 8     | 7                | 1                | —                     | —                     | 36    | 9     |
| C. A. Osasuna · España       | 1.ª           | 2023-24       | 17    | 1     | 0                | 0                | 2                     | 1                     | 19    | 2     |
| C. A. Osasuna · España       | Total club    | Total club    | 110   | 23    | 11               | 4                | 2                     | 1                     | 123   | 28    |
| Real Betis Balompié · España | 1.ª           | 2023-24       | 6     | 1     | —                | —                | —                     | —                     | 6     | 1     |
| Real Betis Balompié · España | 1.ª           | 2024-25       | 15    | 2     | 1                | 1                | 7                     | 1                     | 23    | 4     |
| Real Betis Balompié · España | Total club    | Total club    | 21    | 3     | 1                | 1                | 7                     | 1                     | 29    | 5     |
| Total carrera                | Total carrera | Total carrera | 259   | 49    | 16               | 5                | 17                    | 3                     | 292   | 57    |

## Vida privada
Es hermano de los también futbolistas Gastón Ávila y Franco Domínguez Ávila. Le apodan Chimy, abreviatura de Chimichurri, mote puesto por su padre debido a su hiperactividad. En Pamplona le llaman Tximist, rayo en euskera, por su velocidad y vertiginosidad. Se casó a los dieciocho años con su mujer, a la cual había conocido cuando él tenía catorce años y ella diecisiete. Tienen dos hijas: Eluney y Shoemi. A los diez días de nacer su hija mayor, se infectó con un virus en las vías respiratorias, por lo que tuvo que permanecer dos meses en una clínica privada. En ese tiempo sufrió dos paradas cardiorrespiratorias. Una noche, cuenta Ezequiel: 

"Me arrodillé en la punta de la cama y empecé a llorar. Le dije a Dios: si salvas a mi hija, voy a cambiar de vida. Así le dije. Mi mujer vino conmigo y lloramos los dos. Al día siguiente fuimos a la terapia (...) la habían pasado a sala (...) le daban el alta al día siguiente. Y nos fuimos."

## Palmarés

### Campeonatos nacionales
|                              | Club                   | Sede    | Año  |
| ---------------------------- | ---------------------- | ------- | ---- |
| Copa libertadores de América | Club Atlético Banfield | Córdoba | 2013 |